# シャニース・マーセル
シャニース・マーセル（Shanice Marcelle、1990年5月28日 - ）は、カナダの女子バレーボール選手。元カナダ代表。

## 来歴
2006年、ユース代表として同年のU18 NORCECA選手権に出場した。2008年、ブリティッシュコロンビア大学に進学した。2013年、カナダ代表に初選出され、同年にドイツリーグのドレスナーSCに入団した。2014年、世界選手権に出場した。2015年、フランスリーグのVolley-Ball Nantesに移籍した。

## 球歴
- 世界選手権 - 2014年
- ワールドグランプリ - 2014年、2015年

## 所属クラブ
- ブリティッシュコロンビア大学（2008-2013年）
- ドレスナーSC（2013-2015年）
- Volley-Ball Nantes（2015-2016年）